# Kōichirō Nishikawa
Kōichirō Nishikawa (jap. 西川 公一郎, Nishikawa Kōichirō; * 1949; † November 2018) war ein japanischer Elementarteilchenphysiker, bekannt für Beiträge zur Neutrinophysik. Er war Professor an der Universität Kyōto.
Für 2016 erhielten er und das K2K- und T2K-Team den Breakthrough Prize in Fundamental Physics mit Experimenten, welche das Verhalten von Neutrinos nachweisen konnten. 2005 erhielt er den Nishina-Preis, 2016 den Bruno-Pontecorvo-Preis.
Er war Sprecher des K2K-Experiments eines Neutrinostrahls vom Protonsynchrotron des KEK zum Super-Kamiokande-Detektor in Kamioka (1999 bis 2005). Das K2K-Team bestätigte mit größerer Genauigkeit am KEK die schon von Kamiokande II bei atmosphärischen Neutrinos beobachteten Neutrinooszillationen. Am Nachfolger T2K (Neutrinostrahlen vom J-PARC-Beschleuniger zum Super-Kamiokande-Detektor; ab 2010 in Betrieb) wurden Neutrinooszillationen mit festgelegtem Anfangs- und End-Flavor der Neutrinos beobachtet und 3-Generationen-Neutrinos gemäß dem Standardmodell bestätigt.